# Jelov maslenec
Jelov maslenec (znanstveno ime Butyriboletus roseogriseus) je gliva iz rodu maslencev (Butyriboletus).

## Značilnosti
Klobuk je najprej poloblast, nato se izboči in splošči. Je neenakomerno oblazinjen. Barva klobuka se med rastjo spreminja od sivo rožnate do sivkaste, okraste ali rjave z rdečkastimi oddtenki na robu klobuka. Na prerezu ne spreminja barve.
Cevasta trosovnica je rumene barve in na pritisk rahlo pomodri.
Bet je mesnat in valjast z odebeljenim dniščem. Rumene barve in prekrit z mrežico, lisasto rdečkast na objedenih delih.

## Razširjenost in življenjski prostor
Je razmeroma redka mikorizna vrsta povezana z iglastim drevjem, najpogosteje z jelko. Raste poleti in jeseni.

## Mikroskopske značilnosti
Trosni odtis olivno tobačno rjave barve. Trosi so široko elipsoidni, gladki in merijo 11-16.7 x 4.5-7.5 µm.

## Podobne vrste
- Rumeni maslenec (Butyriboletus appendiculatus)

## Uporabnost
Užitna, zelo okusna.

## Galerija slik
- Klobuk
- Trosovnica in bet
- Trosi
- Bazidiji